# Жигмонд Деаки
Жигмонд Деаки (на унгарски: Deáky Zsigmond) е унгарски римокатолически духовник, титулярен кесарополски епископ (1841 – 1872) и викарен епископ на Дьорската епархия. Деаки е виден богослов и поет, член на Унгарската академия на науките.

## Биография
Роден е на 17 май 1795 година в шопронското село Химод в семейството на Йозеф Деаки. Родителите му се местят в Дьор, където Деаки завършва средно образование. В 1816 година завършва семинария.
В 1819 година е ръкоположен за свещеник. На 12 юли 1841 година римският папа Григорий XVI го назначава за титулярен кесарополски епископ и викарий на Дьорската епископия.
Епископ Жигмонд Кесарополски умира на 29 декември 1872 година в Дьор.